# Родригес, Джонни
Джонни Родригес Касаль (кат. Johnny Rodriguez Casal; 25 сентября 1973) — андоррский футболист, защитник. Выступал за клубы «Андорра» и «Ранжерс». Провёл 2 матча за национальную сборную Андорры.

## Биография

### Клубная карьера
С 1996 года по 1997 год являлся игроком клуба «Андорра» из Андорра-ла-Вельи, которая играла в низших дивизионах Испании. В июне 2005 года провёл 2 матча в составе «Ранжерса» в первом раунде Кубка Интертото против австрийского «Штурма». По сумме двух встреч андоррцы уступили со счётом (1:6).

### Карьера в сборной
13 ноября 1996 года национальная сборная Андорры проводила свой первый международный матч против Эстонии и Исидре Кодина вызвал Джонни в стан команды. Тогда ему было 23 года. Товарищеская встреча закончилась поражением сборной карликового государства со счётом (1:6), Родригес вышел в стартовом составе, а на 88 минуте он был заменён на Альберта Карнисе. Свой второй и последний матч за национальную команду провёл 25 июня 1997 года против Латвии (4:1).